# Petit-duc d'Irene
Otus ireneae
Espèce
Statut de conservation UICN

 EN B1ab(ii,iii,v) : En danger
Statut CITES
Le Petit-duc d'Irene (Otus ireneae), connu aussi en tant que Petit-duc d'Irène ou Petit-duc de Sokoke, est une espèce d'oiseaux de la famille des Strigidae.

## Répartition
Cet oiseau peuple deux zones restreintes de l'est du Kenya et de la Tanzanie.

## Population
La population de cette espèce est de l'ordre de 2 000 oiseaux.